# Paraliparis entochloris
Paraliparis entochloris är en fiskart som beskrevs av Gilbert och Burke 1912. Paraliparis entochloris ingår i släktet Paraliparis och familjen Liparidae. Inga underarter finns listade i Catalogue of Life.